# Lăstuni, Tulcea
Lăstuni (Ha(d)gilar) este un sat în comuna Mihail Kogălniceanu din județul Tulcea, Dobrogea, România. Se află în partea centrală a județului,  în Depresiunea Nalbant.

## Personalități
- Alexi Ivanov (nume de naștere Alexe Bădărău) (1922-1997) politician bulgar de origine română. A fost ministrul agriculturii și pădurilor din Bulgaria (24 martie 1986 - 19 decembrie 1988), viceprim-ministrul Bulgariei (1986-1987) și secretar al comitetului permanent al Bulgar Agrare Germeni Uniun (1 decembrie 1986 - 2 decembrie 1989).

## Atracții turistice
- Deniz Tepe (sit SCI) - sit de importanță comunitară inclus în rețeaua europeană Natura 2000 în România
- Deniz Tepe (sit SPA) - arie de protecție specială avifaunistică